# Дивуша
Дивуша је насељено мјесто у општини Двор, у Банији, Сисачко-мославачка жупанија, Република Хрватска.

## Историја
Дивуша се од распада Југославије до августа 1995. године налазила у Републици Српској Крајини.

## Становништво
Насеље је према попису становништва из 2011. године имало 63 становника.
| Националност       | 1991. | 1981. | 1971. | 1961. |
| Хрвати             | 93    |       |       |       |
| Срби               | 48    |       |       |       |
| Југословени        |       |       |       |       |
| остали и непознато | 6     |       |       |       |
| Укупно             | 147   | '     | '     | '     |

| Демографија | Демографија | Демографија |
| Година      | Становника  | Становника  |
| ----------- | ----------- | ----------- |
| 1961.       | 198         |             |
| 1971.       | 170         |             |
| 1981.       | 184         |             |
| 1991.       | 147         |             |
| 2001.       | 69          |             |
| 2011.       |             | 63          |